# Juan Rafael Allende
Juan Rafael Allende Astorga (Santiago, 24 de octubre de 1848- Santiago, 20 de julio de 1909) fue un escritor chileno, autor de cuadros de costumbres, sátiras, poemas, obras de teatro y artículos periodísticos que firmó con pseudónimos como El Pequén, O.N.E. y El Diablo Azul. También trabajó como director y actor de sus propias piezas teatrales.
Es reconocido como el padre de la prensa humorística de su país. Con su pluma fustigó a la aristocrática clase política y defendió las ideas de igualitarismo y democracia, pero sobre todo, atacó con denuedo al clero católico, ridiculizándolo a lo largo de toda su producción.
Siendo un autor culto, se entronca con la tradición de la poesía oral, popular y campesina. Con dicha vertiente comparte características formales y temáticas, como la reivindicación de lo grotesco y festivo.

## Biografía
Sus padres fueron Pedro Allende y Juana Astorga, miembros de la incipiente clase media chilena y vecinos del barrio arrabalero de La Chimba en la capital chilena. Cuando contaba 3 años de edad, la familia fue víctima del saqueo de La Serena de 1851, ocurrido con ocasión del fin de la revolución igualitaria de ese año.
A partir de 1853, estudió en el Instituto Nacional de Santiago. En 1863 fue uno de los pocos fieles que lograron escapar ilesos del incendio de la Iglesia de la Compañía.
Políticamente, evolucionó desde posturas moderadas hacia visiones cada vez más radicales y comprometidas con el mundo popular. También su anticlericalismo se hizo cada vez más notorio. Durante la Guerra del Pacífico y los posteriores conflictos limítrofes entre Chile y Argentina, Allende puso su pluma al servicio de la propaganda patriótica, emprendiendo la exaltación de lo nacional y la ridiculización de lo extranjero.
En 1887 fue uno de los fundadores del Partido Demócrata, que aspiraba en su programa a la total emancipación social, política y económica del pueblo. Tras participar como orador en un mitin de protesta en contra del alza de los pasajes de los tranvías de tracción animal, fue encarcelado el 29 de abril de 1888. Se le sindicó como el responsable de que la concurrencia emprendiera masivos ataques incendiarios en contra de los susodichos tranvías. Allende recordó después los sucesos como una especie de malentendido:

Cuando ya iba a terminar mi arenga se me ocurrió decir: yo no pido que se incendien los carros, que se arroje a cada uno un tarro de parafina y se les prenda fuego... No, no pido eso, pero pido mucho más: que no se explote a los valientes hijos del pueblo. Cinco minutos después que pronuncié estas palabras, varios tranvías eran pirámides de fuego.

 Permaneció 43 días en la cárcel por este incidente, al igual que la directiva de su partido.
Respecto al gobierno de José Manuel Balmaceda Allende fue, en un inicio, rudamente crítico. Dedicó gran parte de su producción intelectual, entre 1889 y principios de 1890, a atacarlo y exponer sus contradicciones. Pero al estallar la Guerra Civil de 1891, defendió al presidente de sus opositores más visibles, para él una reunión corrupta de los intereses del gran capital. Este giro en su posición se prefiguró en un discurso que realizó en julio de 1890 en una concentración del Partido Demócrata, en la Alameda de Santiago. Allí interpelaba directamente al presidente:

Si hoi le teméis al Pueblo es porque no habéis gobernado con el Pueblo, sino con los millonarios, con los banqueros, con los aristócratas, que hoi también son vuestros más enconados enemigos. Respetad los derechos del Pueblo, gobernad con la Democracia, y ella mandará al Congreso hombres de honor, que irán a trabajar por sus hermanos, por el bienestar de todos los chilenos, por la felicidad de la patria.

El derrumbe progresivo del gobierno, durante la Guerra Civil de 1891, también lo afectó. Identificado como uno de sus fervientes partidarios, su quinta de descanso en Casas Amarillas fue saqueada tras las batallas de Concón y Placilla. Era la segunda vez que su casa era saqueda, contando su experiencia de niñez en La Serena.
Tras la caída del gobierno, el escritor, junto con su hermano Pedro, cayeron en prisión y se les anunció que serían colgados en la Plaza de Armas. Su muerte era pedida por uno de los máximos líderes del partido triunfador, Carlos Walker Martínez, a quien Allende llamaba «boca de mastines».
La reciente ejecución en Valparaíso de otro periodista del bando caído en desgracia, Rodolfo León Lavín, había causado cierto escándalo entre las influyentes colonias extranjeras residentes, que veían con preocupación que se comenzara a fusilar intelectuales y reos por delitos de expresión. Así lo transmitió el intendente de Valparaíso, Eulogio Altamirano, a las autoridades centrales, que decidieron suspender la aplicación de la pena capital. Tras un permanencia en la cárcel, Allende partió al autoexilio a Argentina, Perú, Ecuador y Colombia. Regresó a Chile a mediados de 1892.
En 1894 fue nuevamente apresado, durante las detenciones masivas que se realizaron con motivo del estado de sitio decretado ese año.
Se casó con la pianista Celia Sarón en 1874, con quien tuvo al menos seis hijos, entre ellos al músico docto Pedro Humberto Allende. El propio Juan Rafael Allende también obtuvo cierta fama en su época cantando y payando:

Amigo de don Isidoro Errázuriz, solía payar las reflexiones alegres del estadista, acompañándose en el piano.

En sus últimos años recibió algún grado de reconocimiento del mundo sindical y popular. En 1904 funcionaba un "Centro Filarmónico Juan Rafael Allende". Aquel mismo año, Luis Emilio Recabarren organizó una colecta en su ayuda.
Falleció luego de un ataque que lo dejó paralítico. En 1910, un año después de muerto el escritor, operaba un "Centro Dramático Juan Rafael Allende" en Iquique.

## Obra

### Periodismo
Sus primeros pasos en la prensa los dio en el moderado periódico La Libertad en 1869. Después siguieron colaboraciones en Los Tiempos y La República.
Gracias al dinero ganado por sus éxitos en el teatro pudo fundar, en 1875, el primero de una serie de periódicos satíricos: El Padre Cobos, profusamente ilustrado por caricaturistas como Luis Fernando Rojas. Esta publicación cáustica alcanzó amplia circulación durante la Guerra del Pacífico, al igual que sus hojas de poesías patrióticas, El Pequén, que se repartían entre los soldados chilenos en campaña.
Asimismo publicó durante aquellos años El Ferrocarrilito, "periódico liliputiense de vasta circulación", según palabras de un contemporáneo.
En 1884 fundó El Padre Padilla, al que siguió en 1890 Don Cristóbal y Pedro Urdemales (periódico).
En 1886 el vicario capitular Joaquín Larraín Gandarillas promulgó un edicto declarando pecado mortal la lectura de los periódicos de J.R. Allende:

Y por cuanto nos consta positivamente el daño que actualmente causan a la moralidad privada y pública los periódicos intitulados El Padre Padilla y El Padre Cobos, que se publican en esta ciudad, en cumplimiento nuestro deber pastoral, y aunque están de suyo prohibidos por el hecho ser esencialmente impíos e inmorales, es nuestra intención confirmar con toda nuestra autoridad diocesana, bajo pena de pecado mortal, la prohibición de leer, comprar, vender, retener y distribuir esas perniciosas publicaciones.

Durante estos años Allende se manifestó en abierta actitud de crítica al presidente José Manuel Balmaceda. Pero al estallar la Guerra Civil de 1891, Allende cambió de postura y se opuso al bando congresistas, llegando incluso a publicar un diario El Recluta (periódico), llamando a unirse a las fuerzas del gobierno.
En 1895 fue confrontado por segunda vez el clero. El arzobispo Mariano Casanova, debido a la publicación de su nuevo periódico El Poncio Pilatos lo excomulgó. Sin intimidarse por este tipo de incidentes, Allende fundó nuevas publicaciones satíricas, como: Don Mariano, El Arzobispo, El General Pililo, El Sacristán y El Tinterillo.
También fue redactor de diarios políticos como La Democracia (1884).

### Teatro
Como autor teatral, emprendió el montaje de sus obras con una compañía que él mismo regentó, y en la que trabajó también como actor. Estas obras fueron populares éxitos de taquilla, que permitieron a Allende financiar las primeras tiradas de sus periódicos. Su producción mayoritariamente se basó en temas políticos y coyunturales:
- "El qué dirán". Montada en 1872. Obra estrenada en el Teatro de Variedades de Santiago.
- "El entierro".
- "El Jeneral Daza: juguete cómico en un acto i en verso ". Editada en 1879. Versión PDF
- "José Romero (drama) (alias Peluca)" Estrenada el 26 de mayo de 1880. Drama histórico estrenado en el Teatro Municipal de Santiago, en la víspera de la batalla de Tacna.
- "Moro viejo...! : juguete cómico en un acto i en verso". Editada en 1883. Un soldado que parte a combatir a Perú jura dejar de beber alcohol hasta que termine la guerra.
- "Las mujeres de la India: drama en tres actos, en verso ". Escrita en mayo de 1888, estando preso el autor en el cuartel de policía de Santiago, acusado de incitar el incendio de tranvías durante una protesta callejera por el alza de los pasajes.
- "Huérfano!: drama en tres actos i en verso. Editada en 1889.
- "La República de Jauja". Estrenada el 1 de febrero de 1889. Su comedia más conocida, en la que ridiculizó al gobierno de José Manuel Balmaceda, caracterizado por el personaje de Camaleón II. Versión PDF
- "Víctima de su propia lengua". Estrenada en 1891, en el Teatro Municipal de Santiago.
- "Un drama sin desenlace: drama en cuatro actos i en verso dedicado a los leales del antiguo Ejército". Editada en 1892.
- "El Cabo Ponce: drama en tres actos i en verso". Editada en 1898.
- "De la taberna al cadalso: drama en cuatro actos y en verso". Editada en 1901. Basada en su experiencia de casi ser ejecutado, junto a su hermano, por la Junta de Gobierno presidida por Jorge Montt, que había sucedido a Balmaceda en el poder.
- "El cuento del tío: juguete cómico en prosa y en un acto". Editada en 1904. Sobre los políticos tramitadores e incumplidores. Versión PDF

#### Obras desaparecidas
- "El crecimiento del almirante". Obra perdida. Posiblemente sobre la Guerra Civil de 1891[6] o alusiva al líder de los opositores, Jorge Montt, capitán al comenzar la guerra, almirante al finalizar esta.
- "Perdieron los vencedores". Obra perdida. Posiblemente sobre la Guerra Civil de 1891.[6]

### Narrativa

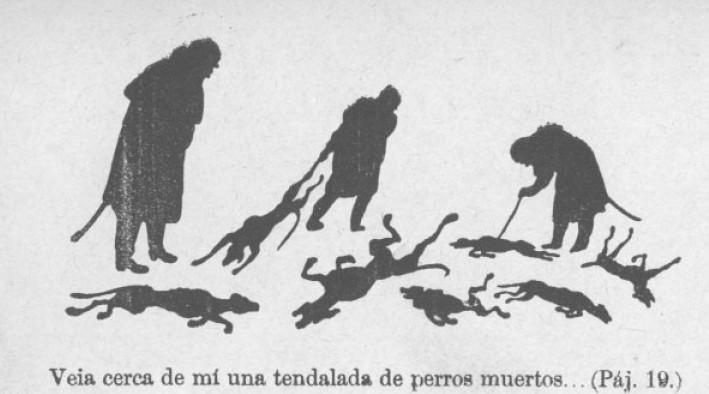
Ilustración de la edición de 1893 de Memorias de un perro escritas por su propia pata.

- Memorias de un perro escritas por su propia pata, publicada por entregas en El Poncio Pilatos en 1893. Novela picaresca en la que expone los avatares de la vida nacional a través de las vivencias de un perro. Es famoso su inicio: «Soy hijo de una gran perra y de un perro no muy grande».
- Cosas de los vivos contadas por los muertos, novela fantástica.
- Vida y milagros de un pije, novela picaresca publicada por entregas en El Poncio Pilatos entre 1893 y 1894. El protagonista, Rosalindo, trata de aparentar que es un joven elegante. Para conseguir dinero fácil recurre al engaño, las apuestas y finalmente participa en los saqueos ocurridos tras la caída de Balmaceda.
- Cuentos colorados (1886).

### Poesía
- "Poesías del pequén": Recopilación de poemas patrióticos, escritos a raíz de la Guerra del Pacífico.
- "Poesías tanto serias como jocosas, artículos de costumbres, epigramas e tutti quanti" (1889).
- "Rimas de un proscrito" (1893).

### Otras
- "Almanaque del Poncio Pilatos para 1894".
- "Obreros i patrones : conflicto entre el capital i el trabajo en Chile, su única solución", Ensayo de 1904, en el que aplica categorías analíticas del marxismo. Versión PDF

## Opiniones de sus contemporáneos
Dijeron de él:
- Carlos Walker Martínez: «Nunca podremos arrepentirnos lo bastante de no haber fusilado a Juan Rafael Allende».[7]
- Luis Orrego Luco: «Periodista de gran ingenio y dudosa moralidad[, de] ingenio agudo y espíritu mordaz y terrible».[8]
- Virgilio Figueroa: «Ha sido el Voltaire chileno».[2]
- Jorge Huneeus Gana: «[Los] periódicos de Juan Rafael Allende [...] han roto los diques de la cultura y de la moral, pero [...] hay que darles un lugar, aunque sea para censurarlos, en la historia del talento».
- Ricardo Donoso: «Nadie podrá disputarle el lugar que ocupa entre los más mordaces, agudos e incisivos escritores satíricos de Chile».